# Francesco II Gonzaga
Francesco II Gonzaga, född 1466, död 1519, var regerande länsherre i Mantua. Han var regerande markis av Mantua mellan 1484 och 1519.